# Wylie Vale
Wylie Walker Vale (* 3. Juli 1941 in Houston, Texas; † 3. Januar 2012 in Hāna, Hawaii) war ein US-amerikanischer Biochemiker, Neurophysiologe und Neuroendokrinologe am Salk Institute for Biological Studies. Er konnte wesentlich zur Aufklärung zentraler endokriner Regulationsmechanismen beitragen, insbesondere zur Hypothalamus-Hypophysen-Nebennierenrinden-Achse („Stress-Achse“) und zu verschiedenen weiteren Neuropeptiden.

## Leben und Wirken
Vale erwarb 1963 an der Rice University einen Bachelor in Biologie und 1969 bei Roger Guillemin am Baylor College of Medicine einen Ph.D. in Physiologie und Biochemie. Er folgte Guillemin an das Salk Institute for Biological Studies, wo Vale den Rest seiner Karriere verbrachte und ab 1980 eine Professur innehatte. Guillemin erhielt 1977 für Arbeiten, die er zum Teil mit Vale erbrachte, den Nobelpreis für Physiologie oder Medizin. An der University of California, San Diego, war Vale außerplanmäßiger Professor (Adjunct Professor). Robert Sapolsky zählt zu seinen Schülern.
Vale ist vor allem für seine Arbeiten zum Corticotropin-releasing Hormone (CRF) und seinen vielfältigen Einflüssen (mit Bezug zu Angst, Depression, Anorexie, Diabetes mellitus oder Drogenabhängigkeit) bekannt. Weitere wichtige Arbeiten Vales befassten sich mit Somatoliberin, mit Calcitonin und Calcitonin Gene-Related Peptide, mit Melanin-concentrating hormone und seinen Präkursoren, mit Inhibin und Activin und ihren Rezeptoren, mit dem CRF-Rezeptor und mit Urocortinen, die an ihm binden.
Vale verfasste mehr als 600 wissenschaftliche Publikationen. Er war Präsident der American Endocrine Society und der International Society of Endocrinology. Er gründete die Biotechnologie-Unternehmen Neurocrine Biosciences und Acceleron Pharma.
Vale starb unerwartet im Schlaf. Er war verheiratet und hatte zwei Kinder.

## Auszeichnungen (Auswahl)
- 1992 Mitglied der National Academy of Sciences[1]
- 1992 Vincent du Vigneaud Award
- 1997 Fred Conrad Koch Award der Endocrine Society[2]
- 1997 Mitglied der American Academy of Arts and Sciences[3]
- 2002 Endocrine Regulation Prize der Fondation Ipsen[4]
- 2007 Rolf Luft Award des Karolinska Institutet; Preisvorlesung: The CRF/urocortin network of neuropeptides and receptors: bridging stress and metabolism[5]
- Mitglied des Institute of Medicine